# Victor Giraud
Victor Giraud, född 26 november 1868 i Mâcon, död 14 februari 1953 i Sartrouville, var en fransk litteraturhistoriker.

## Biografi
Victor Giraud genomgick École normale supérieure, var 1894–1904 professor i litteraturhistoria i Fribourg i Schweiz samt blev 1904 redaktionssekreterare i Revue des Deux Mondes. Giraud, som var medarbetare i ett flertal tidningar och tidskrifter, utgav en lång rad litteraturhistoriska arbeten och litterära essäsamlingar. Han lärde sig under det objektivt inriktade litteraturstudium som växte fram i Frankrike omkring 1900, men han anknöt även till 1800-talskritiken genom en moralisk vinkel i sin kritik. Bland hans arbeten märks Pascal, l'homme, l'æuvre, l'influence (1898), Essai sur Taine, son æuvre et son influence (1900), Chateaubriand, études littéraires (1904), Maitres de l'heure, essais d'histoire morale contemporaine (2 band, 1911–1914), Maurice Barrès (1922), Moralistes français (1923), Sæurs de grands hommes (1926), La vie chrétienne d’Eugénie de Guérin (1928), Portraits d'âme (1929), Le Port-Royal de Sainte-Beuve (1930), Brunetière (1932), La vie tragique de Lamennais (1933), Paul Bourget (1934), La vie secrète de Sainte-Beuve (1935), Anatole France (1935), Le problème religieux et l'histoire de la littérature française (1938), Vie de Jeanne d’Arc (1941) och La critique littéraire (1945), där han lade fram en ny litteraturhistorisk metod.